# Palais Hellgren
Le palais Hellgren (en suédois : Hellgrenska palatset) est un édifice situé dans le quartier de Södermalm à Stockholm en Suède,

## Présentation
Le palais Hellgren est un ancien immeuble residentiel et de bureaux situé à Götgatan 68.
L'ilôt urbain est marqué en bleu par le Musée municipal de Stockholm et a été inventorié en 1975.

## Architecture
Le palais a été construit en 1865-1866 dans l'ilôt Nattugglan selon les plans de Johan Fredrik Åbom, comme immeuble résidentiel pour le propriétaire de la fabrique de tabac Wilhelm Hellgren & Co, qui avait son usine dans le même quartier. 
De 1943 à 1956, l'École de gestion des tissus avait son personnel et son bureau dans le bâtiment. 
Depuis 1983, le diocèse catholique de Stockholm a son siège dans le bâtiment . 
Le bar restaurant Den Gröne Jägaren est située au rez-de-chaussée du bâtiment.
Selon les nouveaux plans de construction de 1865, la maison comprenait des bureaux au rez-de-chaussée, une conciergerie de quatre pièces et une cuisine. 
Au premier étage se trouvait la résidence privée de onze pièces de Wilhelm Hellgren, qui était équipée dès le début d'une salle de bain et de toilettes, ce qui était inhabituel à l'époque. Au deuxième étage, il y avait un grenier de séchage et un appartement pour le contremaître avec trois pièces et une cuisine.
La maison a subi quelques rénovations depuis sa construction. En 1914, les fenêtres de l'attique sont agrandies et en 1918, tout le rez-de-chaussée et le premier étage sont transformés en bureaux. En 1925, de grandes vitrines sont ouvertes au rez-de-chaussée pour l'une des succursales de la chaîne de restaurants Norma. Aujourd'hui, le restaurant Den Gröne Jägaren s'y trouve.
La maison conserve quelques détails d'origine, notamment un escalier bien conservé avec des sols et des marches en pierre calcaire, des plinthes et des portes à panneaux. Les plafonds de l'ancien étage résidentiel du premier étage conservent des corniches profilées, des stucs, des parapets et des panneaux d'appui de fenêtre.